# 1563 a tudományban
Az 1563. év a tudományban és a technikában.

## Születések
- október 14. – Jodocus Hondius flamand művész, rézkarcoló és térképész volt. Legismertebb munkái az amerikai kontinens és Európa térképe († 1612)